# جاده ئی۷۵ اروپا
جاده ئی۷۵ اروپا (به انگلیسی: European route E75) یکی از جاده‌های اصلی قارۀ اروپا است.
این جاده که از شهر واردو (نروژ) شروع شده، در شهر سیتیا (یونان) به پایان می‌رسد و ۵٬۶۳۹ کیلومتر مسافت دارد.

## نگارخانه

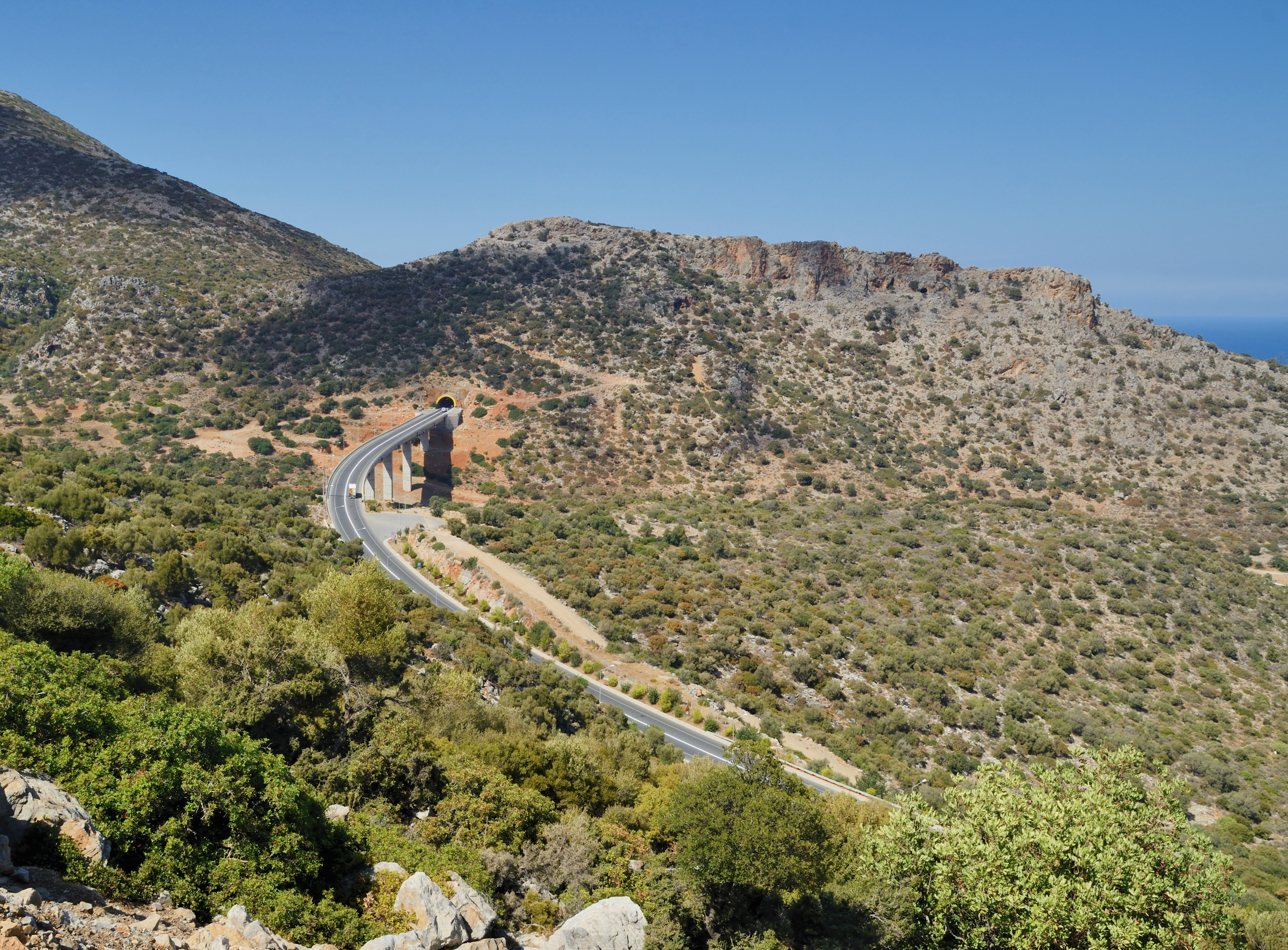
کرت
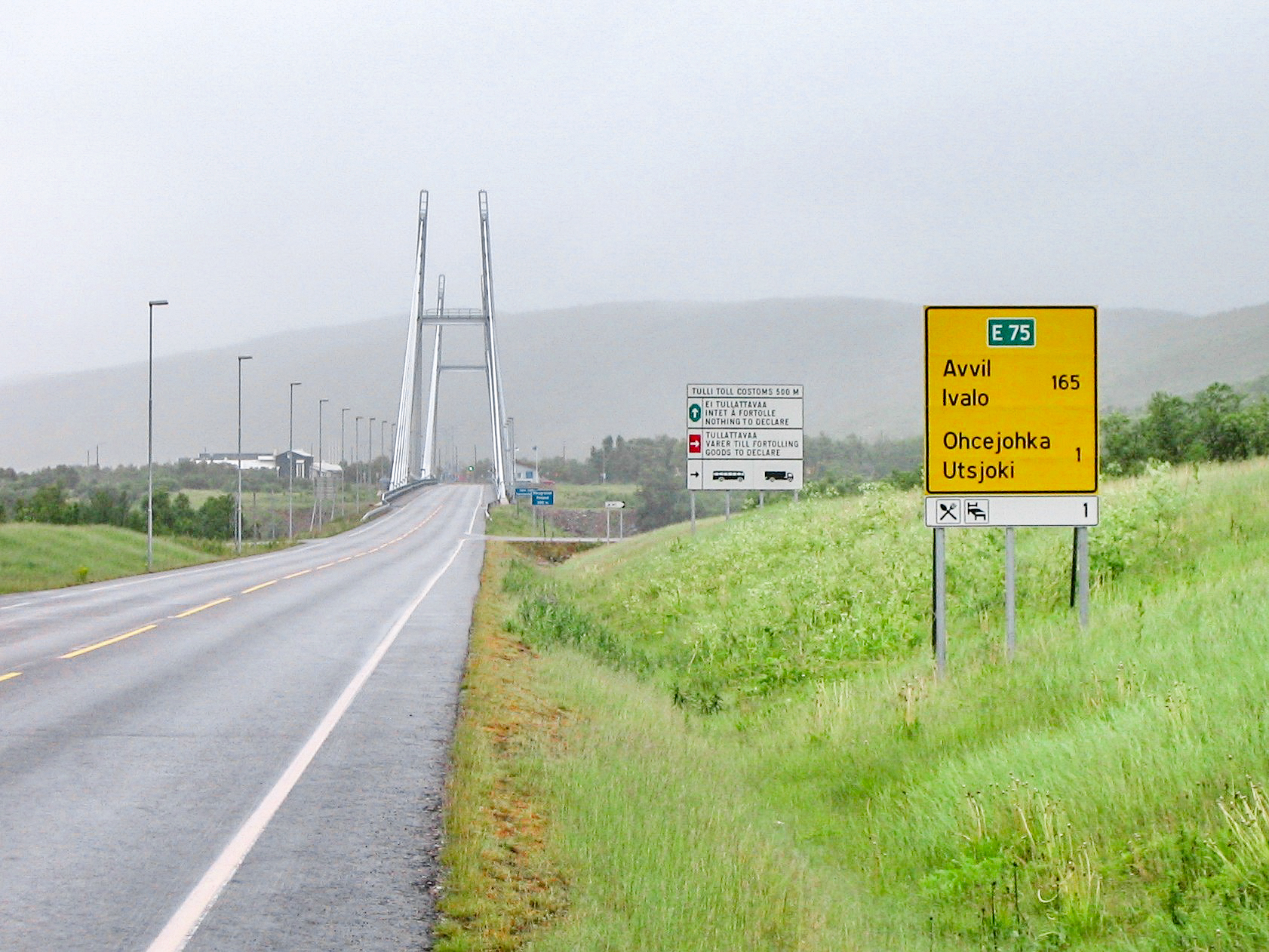
پل سامی مرز نروژ و فنلاند
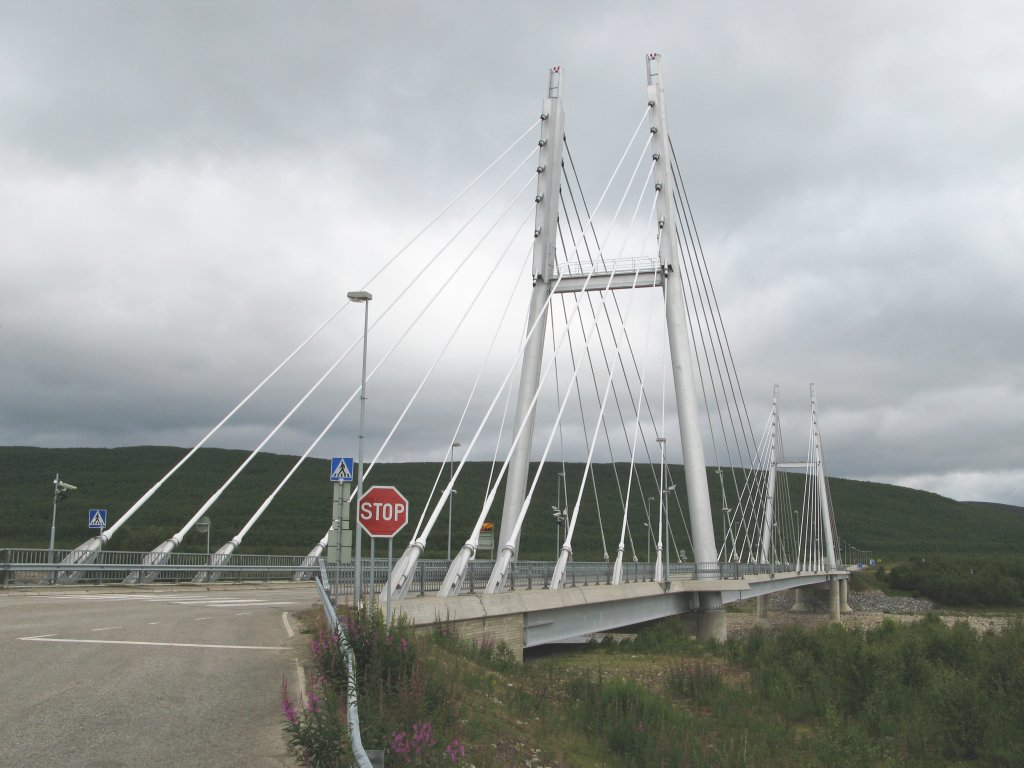
پل سامی مرز نروژ و فنلاند
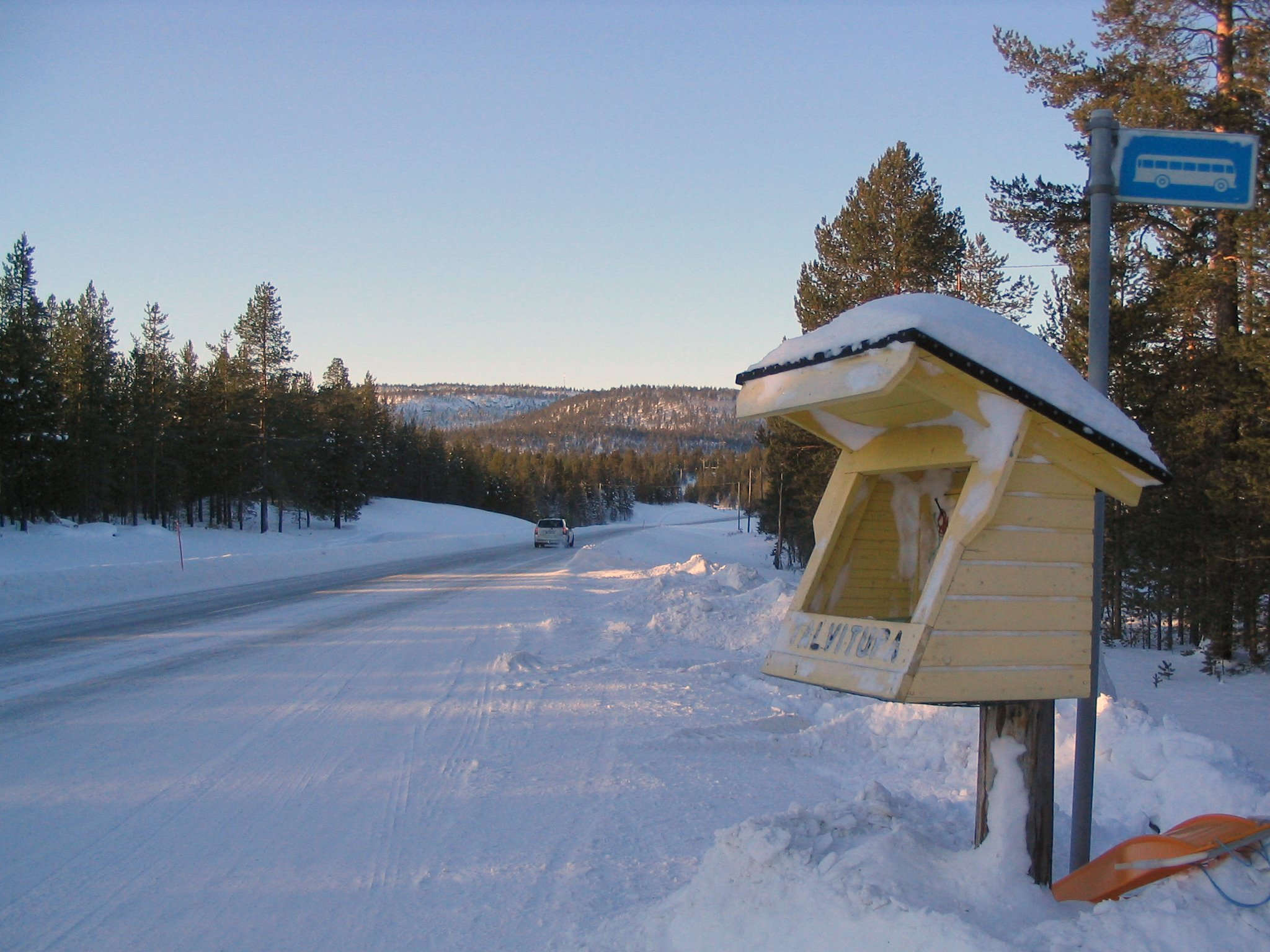
فنلاند
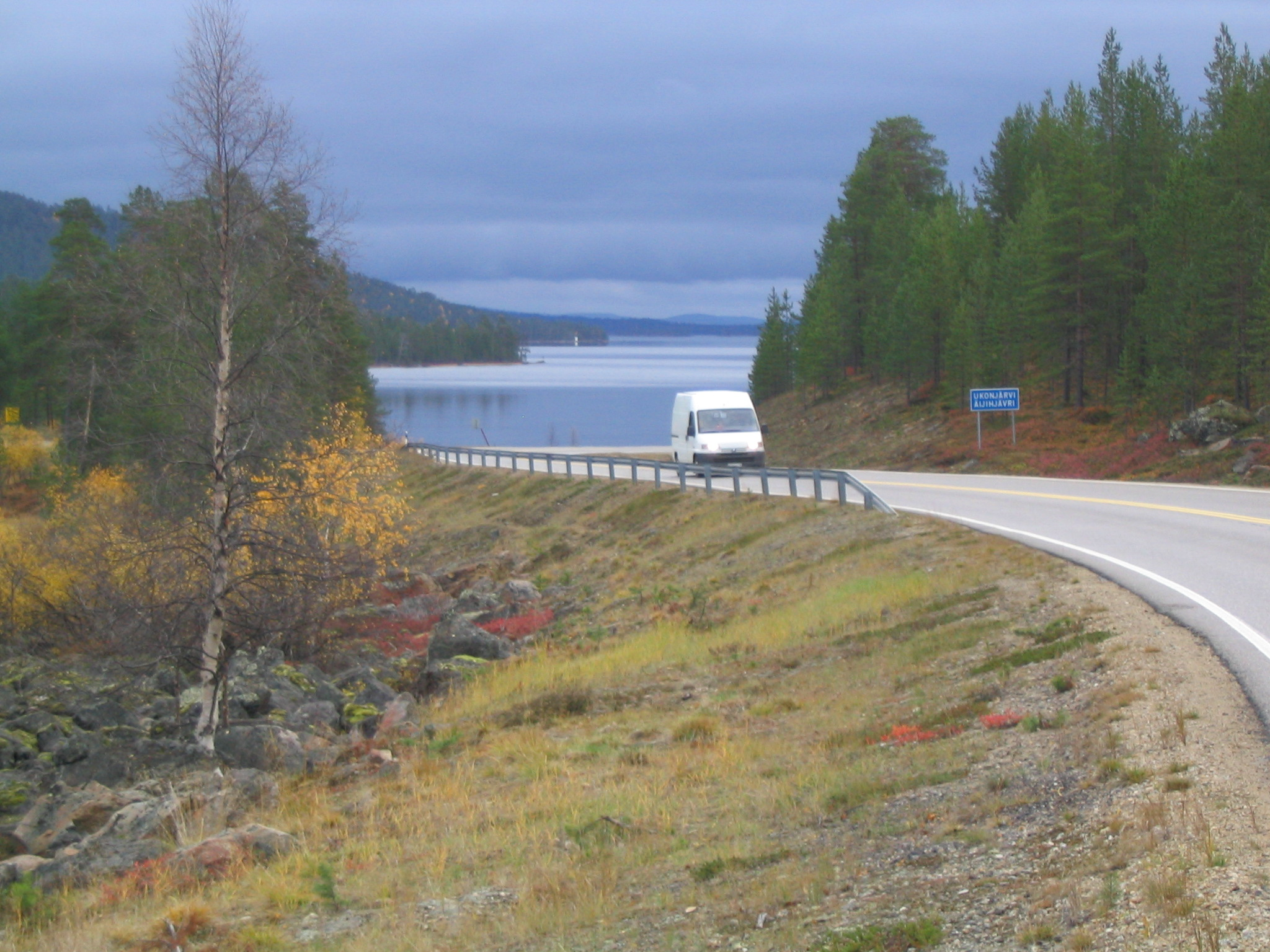
فنلاند
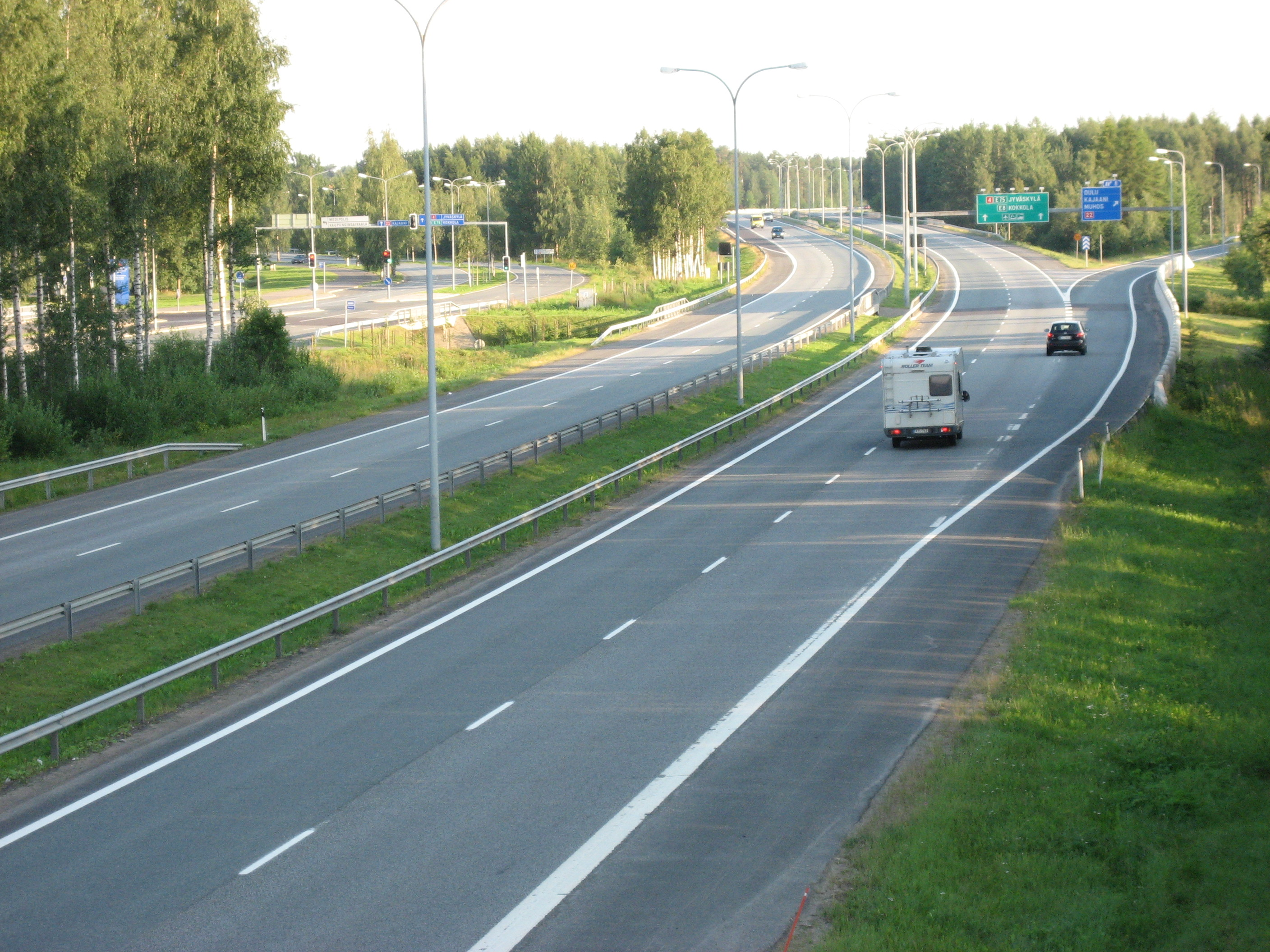
فنلاند
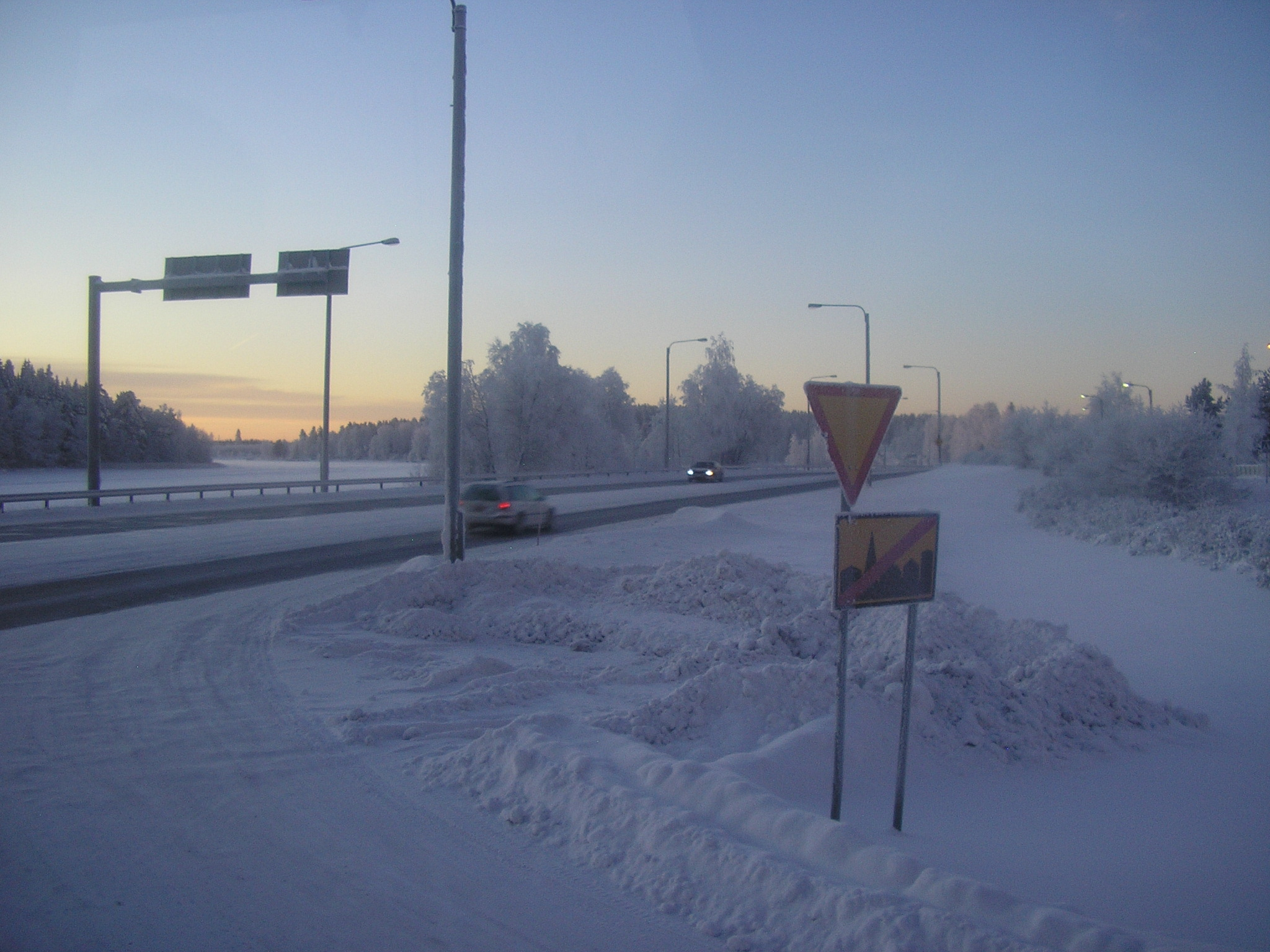
فنلاند
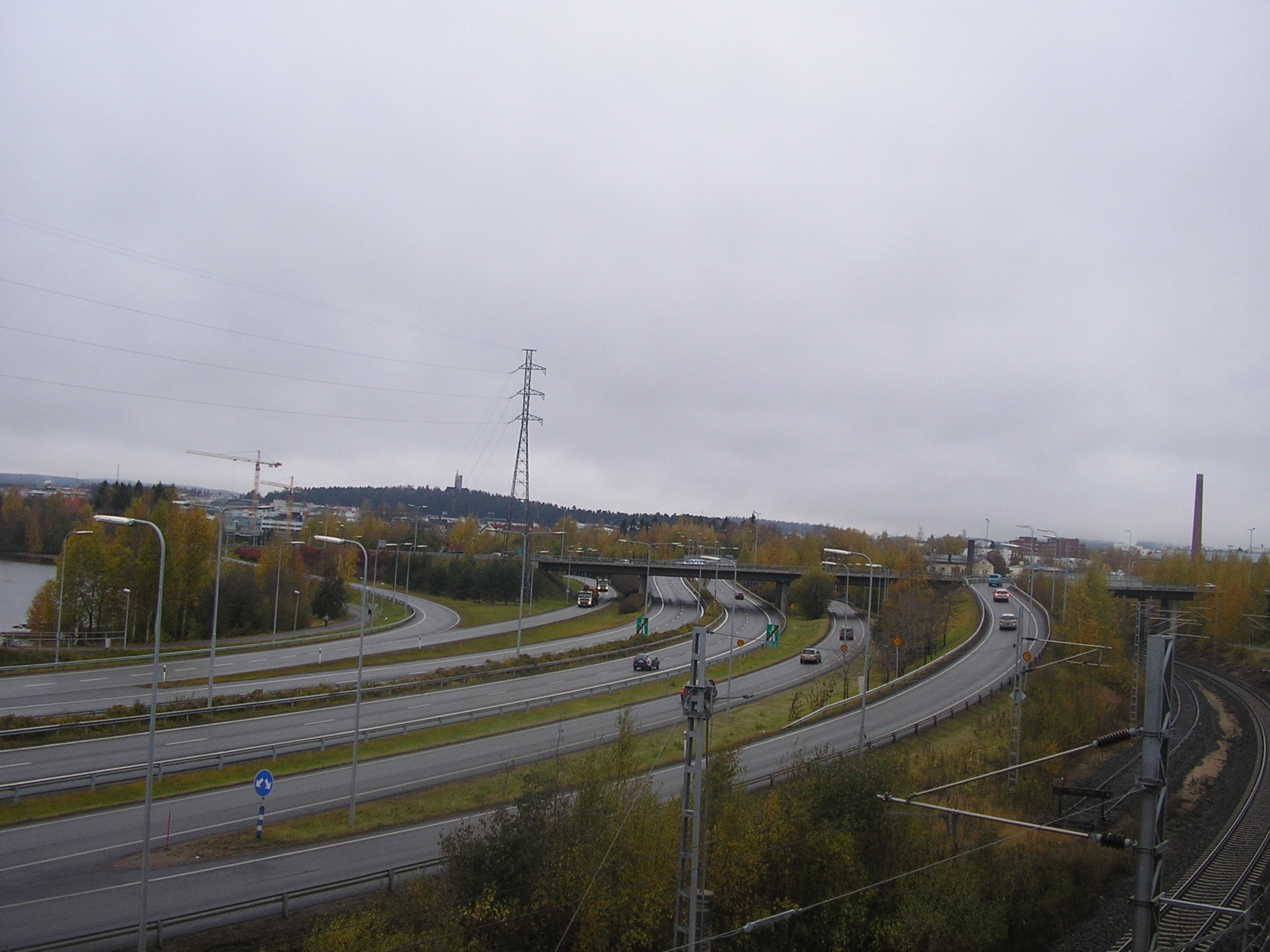
فنلاند
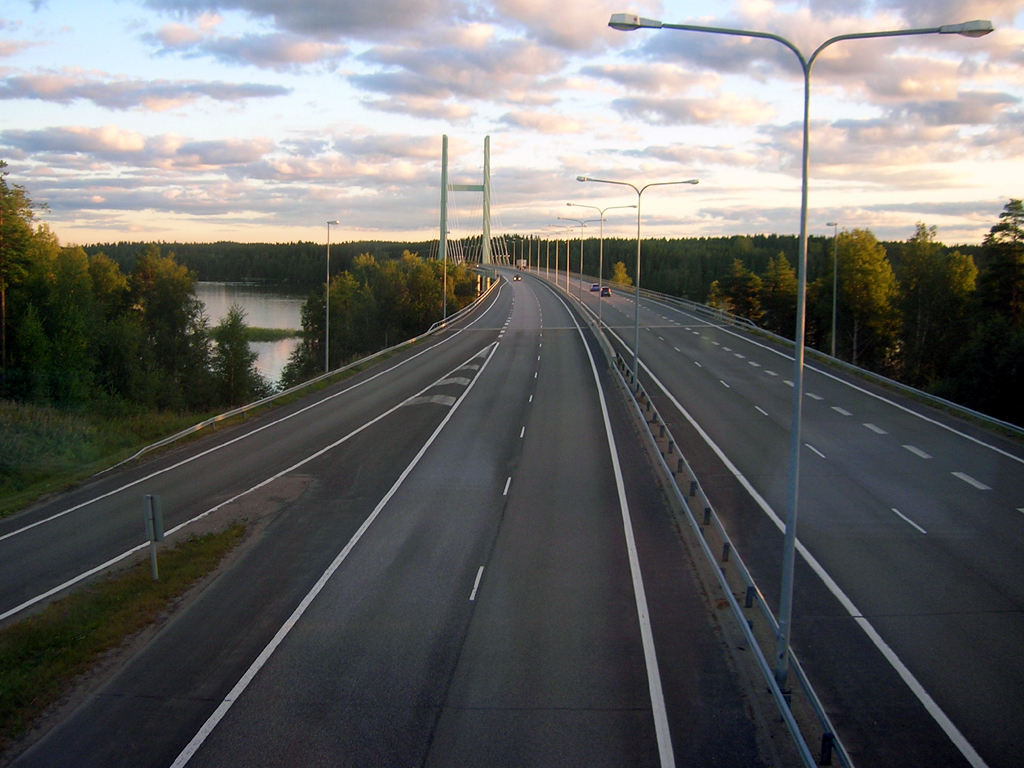
فنلاند
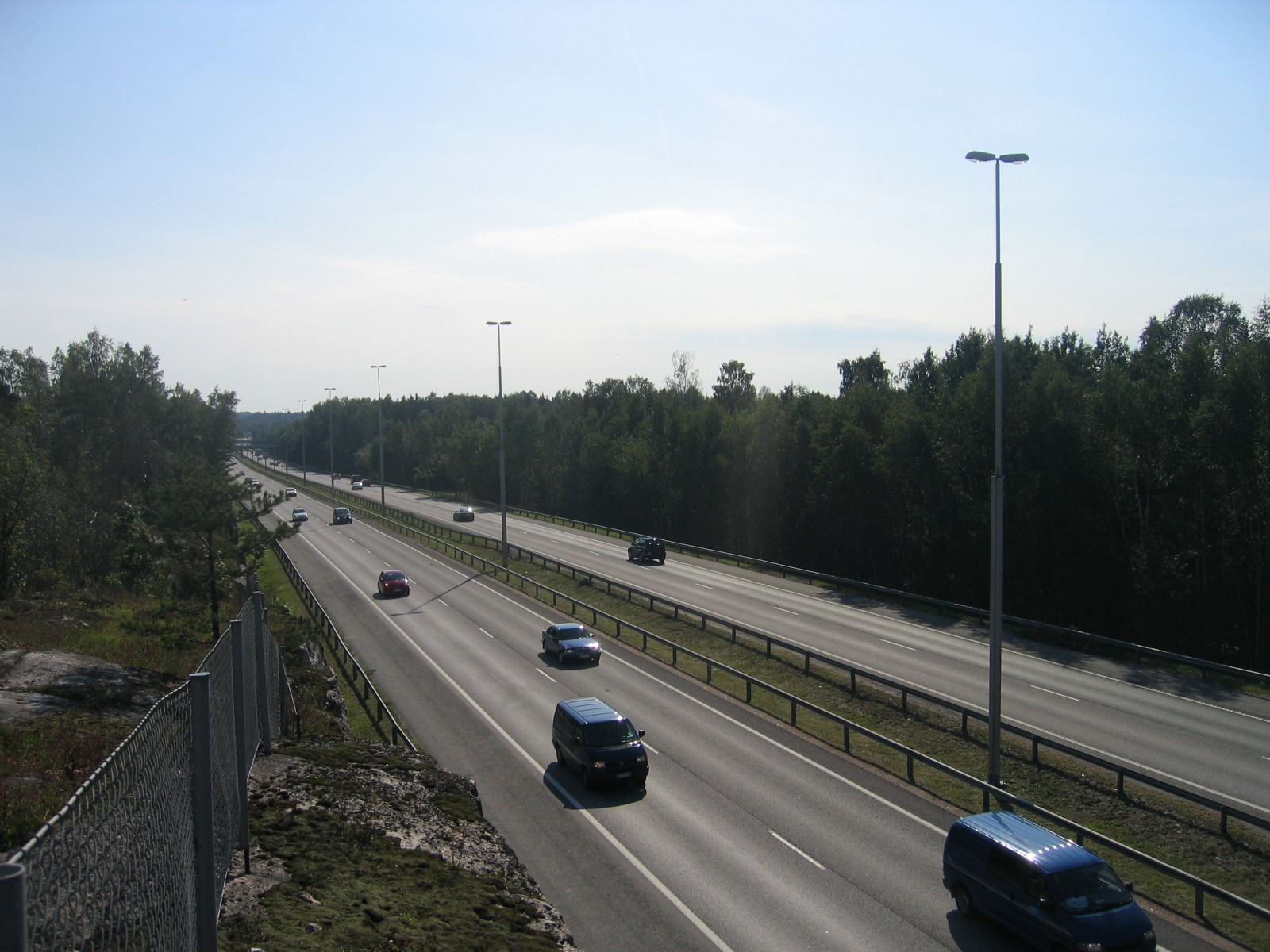
فنلاند
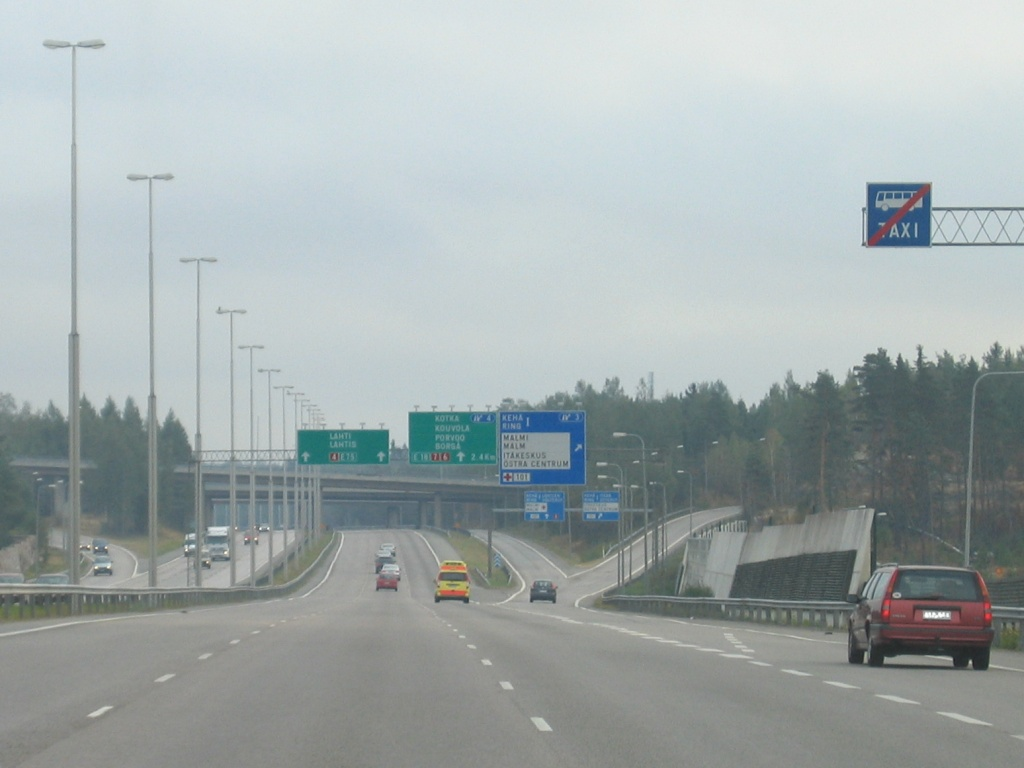
فنلاند
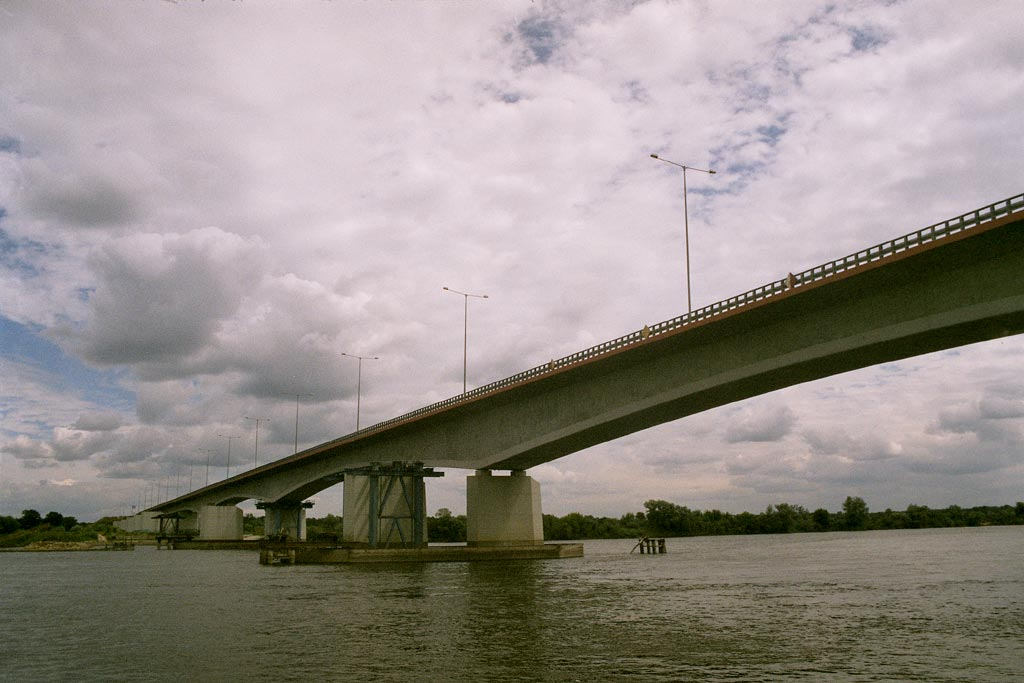
لهستان
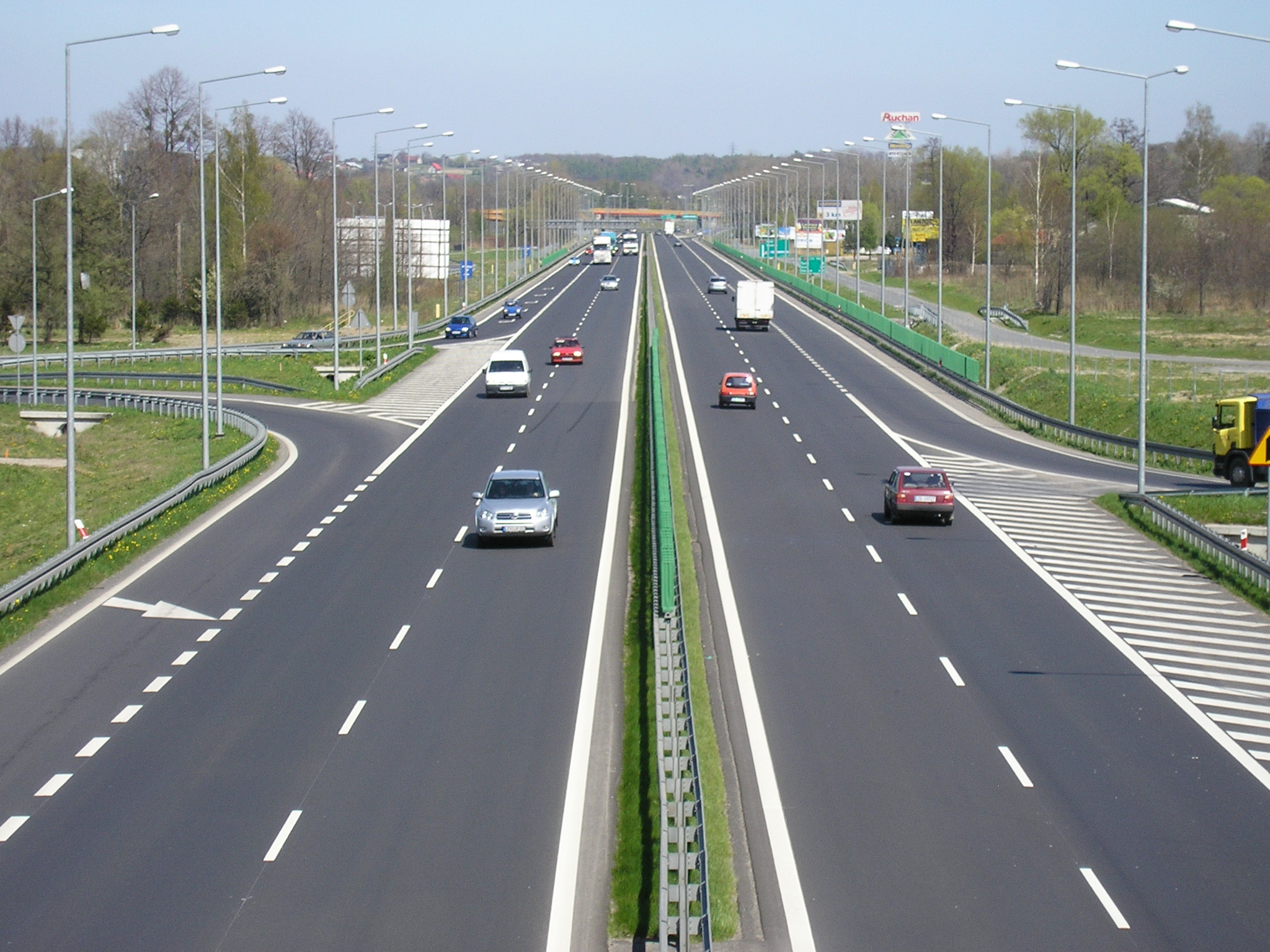
لهستان
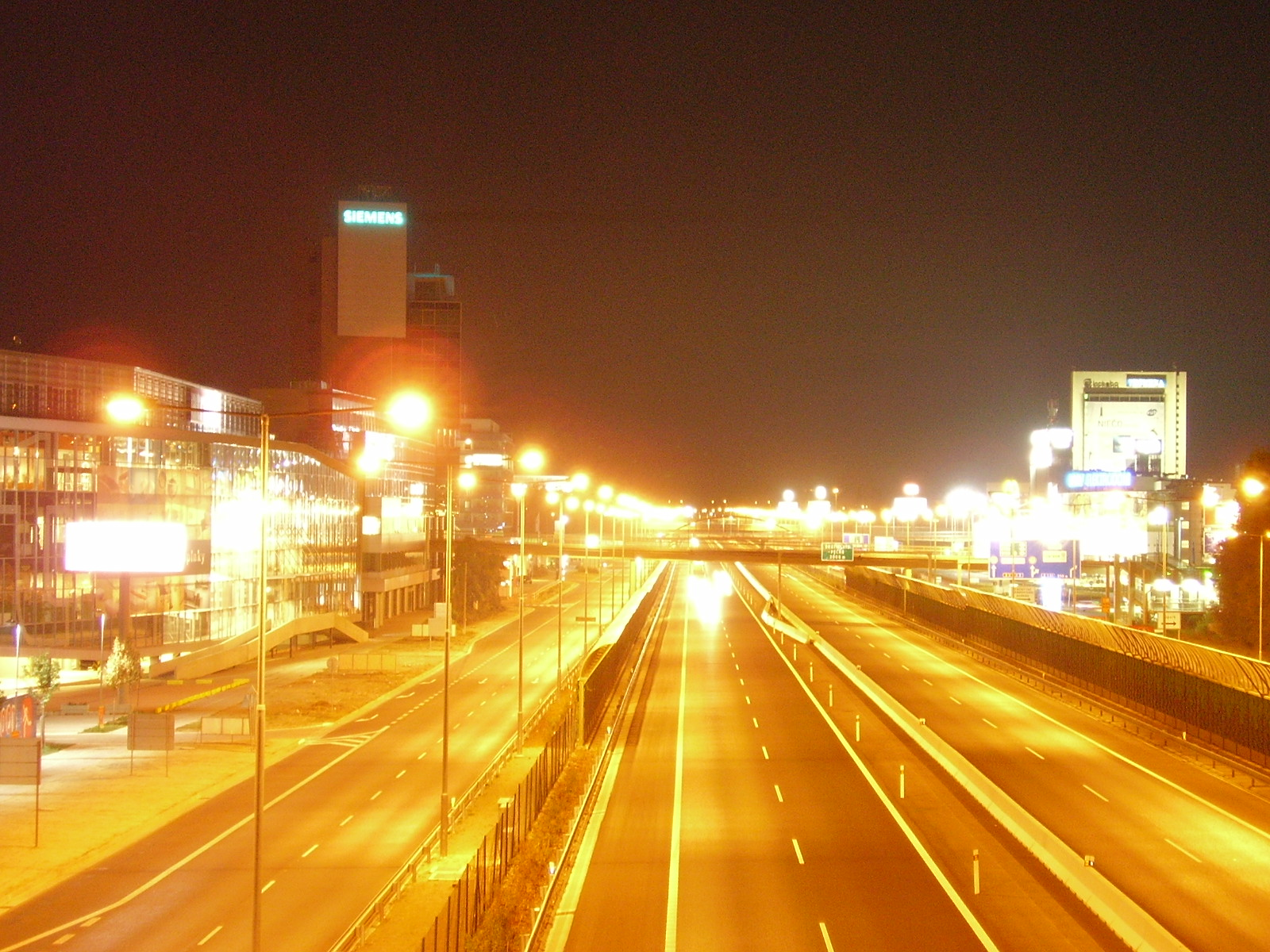
اسلواکی
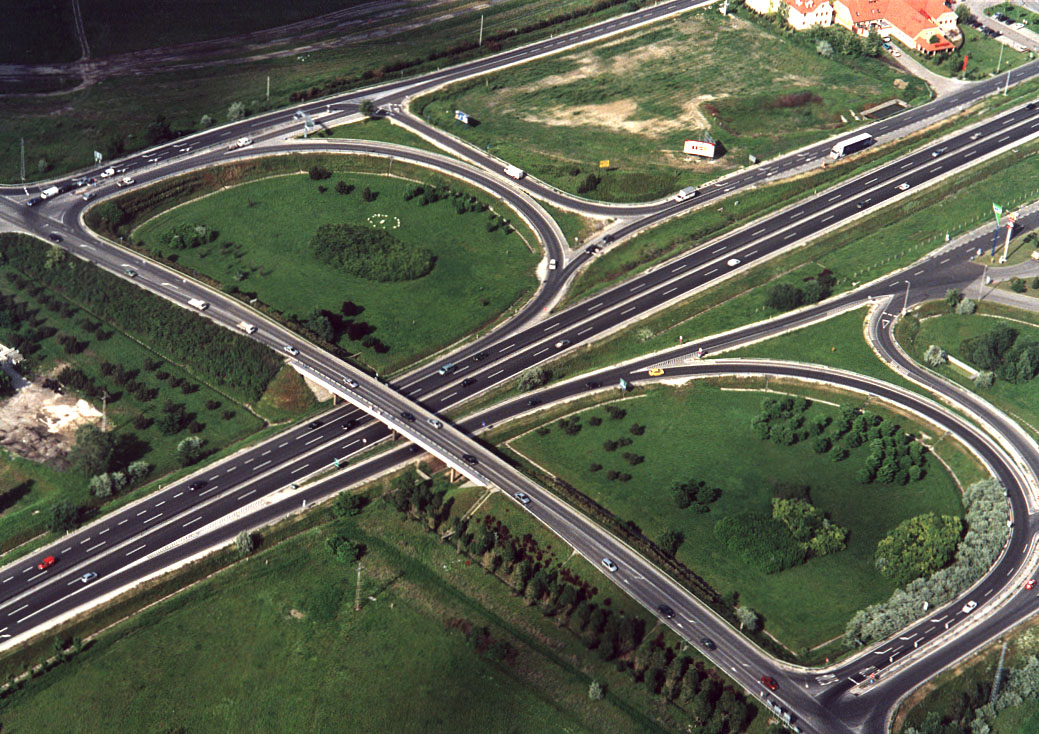
مجارستان
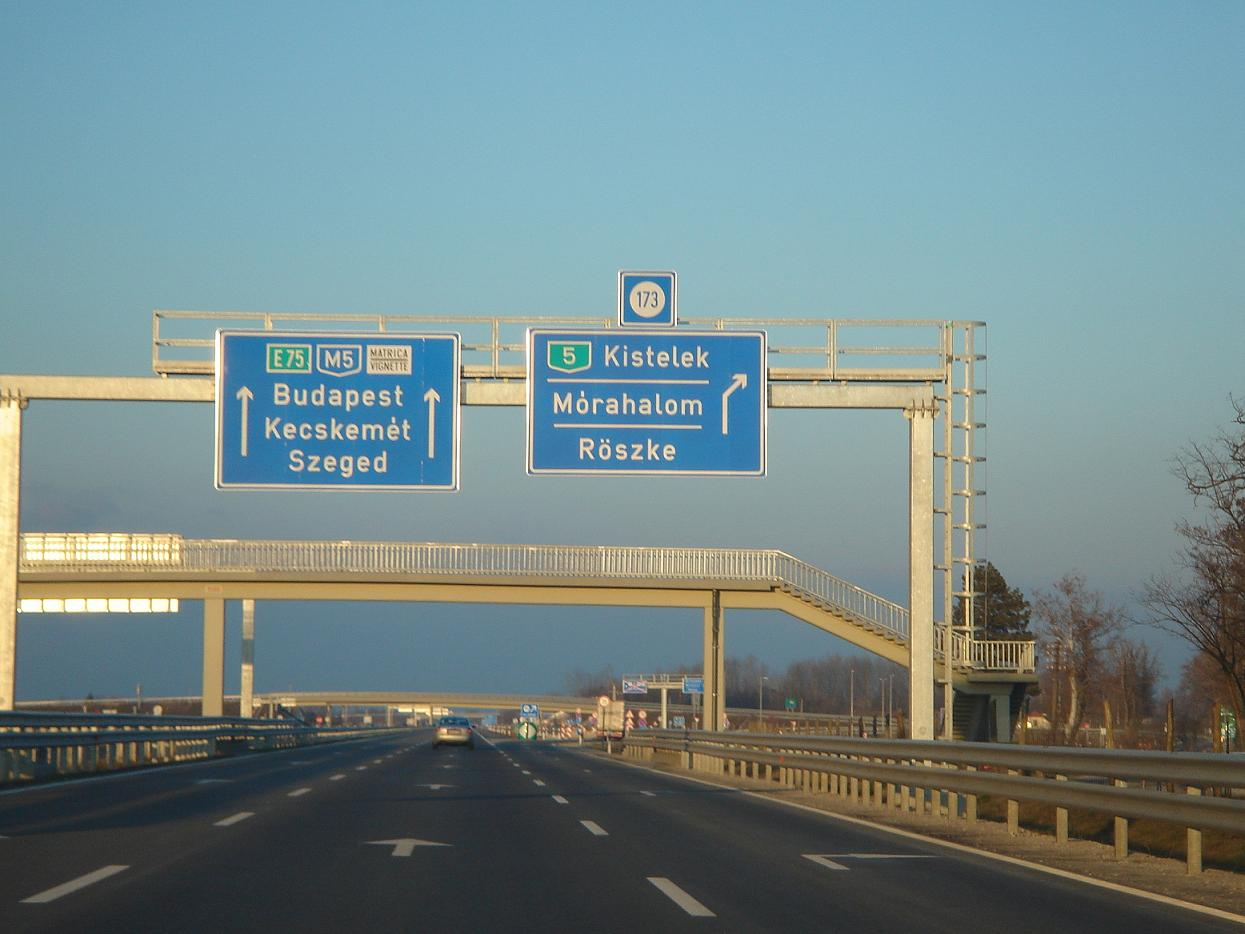
مرز بین مجارستان و صربستان
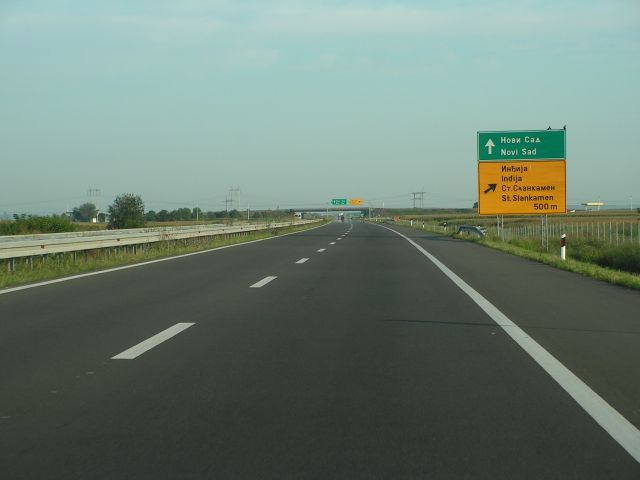
صربستان
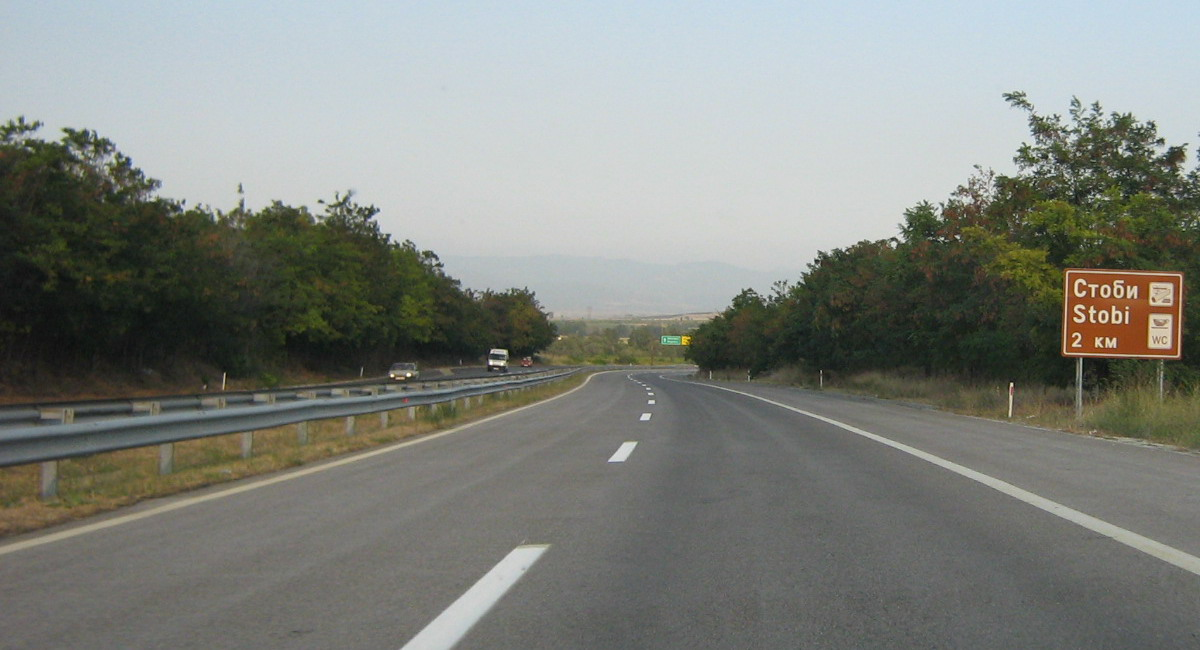
مقدونیه
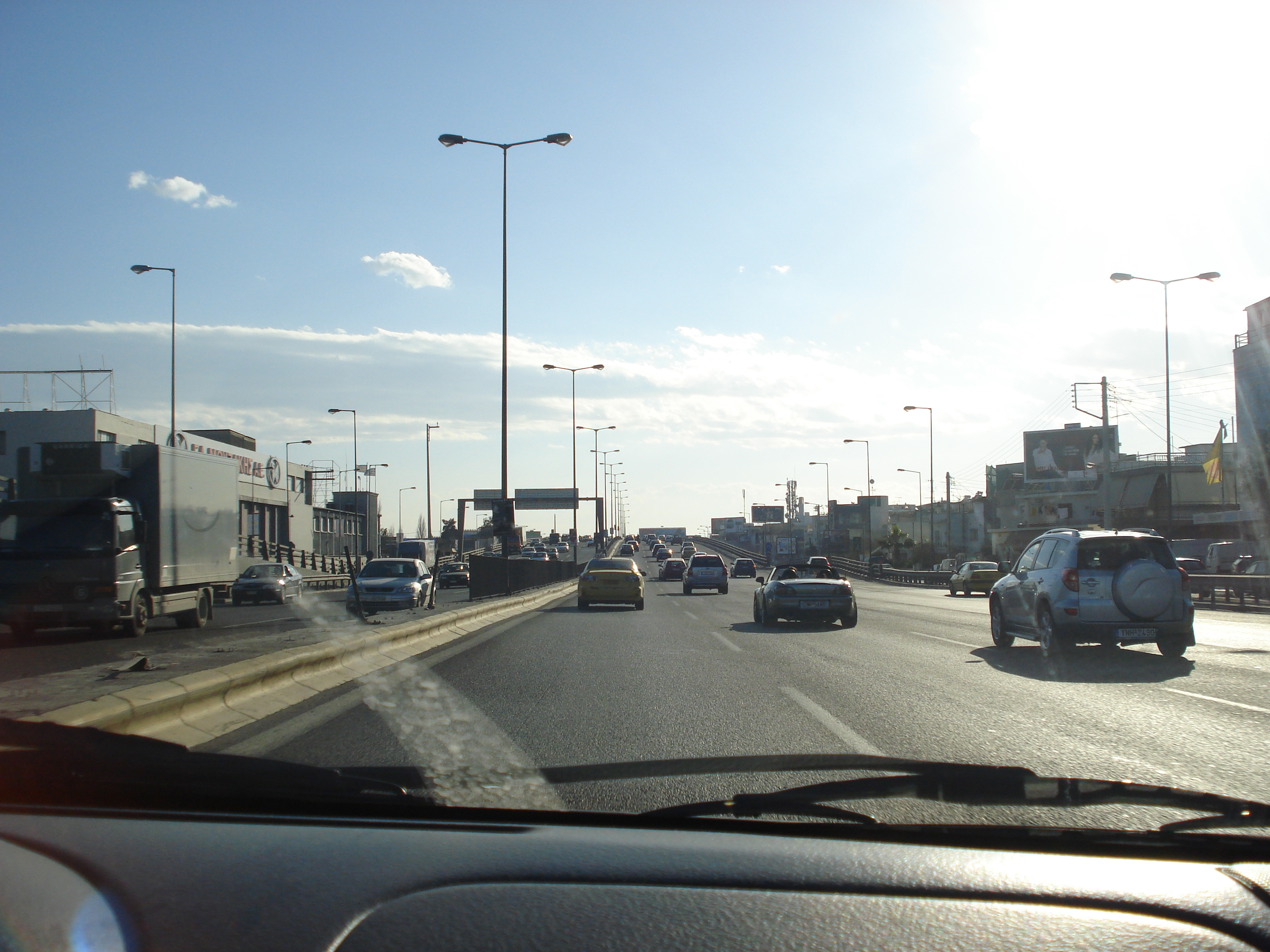
یونان
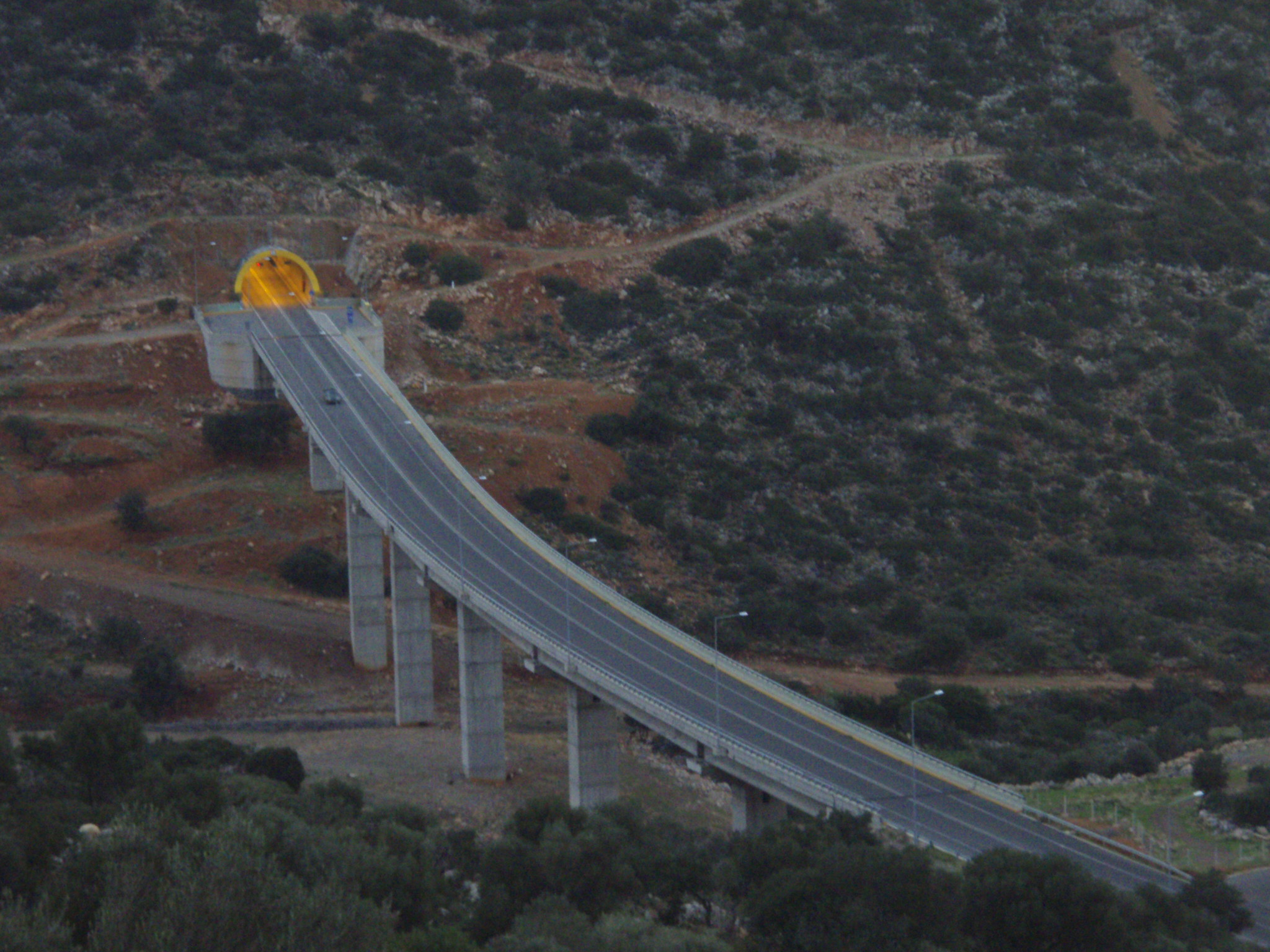
یونان